# پروژه نوح
پروژه نوح (به انگلیسی: Project Noah) یک اجتماع آنلاین است که به کاوش و مستندسازی حیات وحش در سراسر جهان اختصاص یافته است. «نوح» مخفف «جانداران شبکه‌ای و زیستگاه» است.
این انجمن در گذشته یک برنامه آیفون در iTunes و یک برنامه اندروید در گوگل پلی داشت، اما اکنون فقط وب است. پروژه نوح با هدف تبدیل شدن به یک پلتفرم تلفن همراه مشترک برای مستندسازی جانداران در جهان است. فراتر از مستندات، برنامه آیفون به کاربران این فرصت را می‌دهد تا با برچسب‌گذاری مشارکت‌ها در مأموریت‌های میدانی خاص، در پروژه‌های تحقیقاتی دانشوری شهروندی شرکت کنند و می‌تواند به عنوان راهنمای میدانی مبتنی بر مکان نیز استفاده شود. همه مشارکت‌کنندگان با یک جامعه آنلاین مرتبط هستند.